# Laichinger Tiefenhöhle
Die Laichinger Tiefenhöhle ist die einzige zur Schauhöhle ausgebaute Schachthöhle Deutschlands. Man steigt bis 55 Meter unter die Erdoberfläche hinab, womit sie eine der tiefsten Schauhöhlen in Deutschland ist.

## Lage

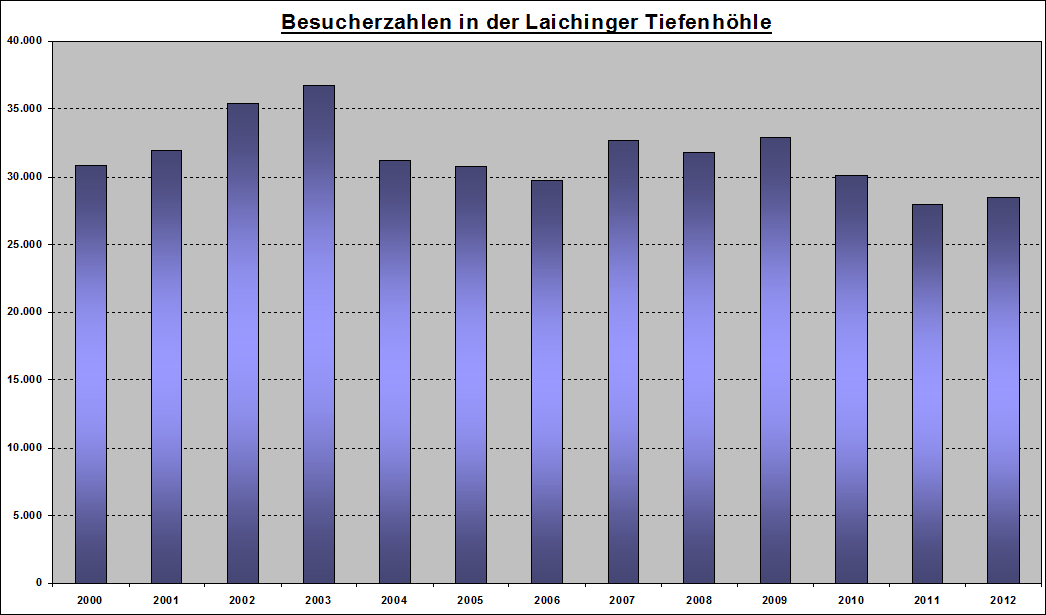
Besucherzahlen in der Tiefenhöhle

Die Laichinger Tiefenhöhle liegt im Dolomit, der an der Oberfläche als Sand abgebaut wurde. Bei dieser Tätigkeit entdeckte 1892 der Laichinger Sandgräber Johann Georg Mack die Höhle. Sie wurde kurz darauf erforscht und  1894 von dem  Architekten Paul Kienzle vermessen. Die vielen Schächte wurden mangels geeigneter Kletterausrüstung mit selbstgebauten Holzleitern ausgestattet. Bereits 1906 entdeckte man den tiefsten Punkt von 80 Metern. Bei dieser Expedition, benannt nach ihrem Leiter Kaulfuß, wurde die Höhle erneut vermessen. In den 1930er Jahren wurde sie zur Schauhöhle ausgebaut und elektrisch beleuchtet. Seit 1975 gibt es einen künstlichen Ausgangsschacht, so dass die Höhle heute durch einen zweiten Ausgang verlassen wird.
Der Hauptteil der Höhle befindet sich im Massenkalk, einem massiven und ungeschichteten Kalkstein, der als Riff entstanden ist. An vielen Stellen kann man die Schwämme erkennen, die das Riff aufbauten.
Die Höhle besitzt kaum Tropfsteine, ist aber geologisch interessant, beispielsweise durch Wasserstandsmarken, Lösungskolke und Karren. Es gibt größere Vorkommen von Perlsinter. Die Höhle hat eine Gesamtlänge von etwa 1300 Metern und eine maximale Tiefe von etwa 80 Metern. Der Führungsweg ist 350 Meter lang und führt bis in eine Tiefe von 55 Metern.
Die Laichinger Tiefenhöhle befindet sich im Einzugsgebiet des Blautopfs. Dies wurde durch Färbeversuche nachgewiesen. Dabei wurde für die 15 Kilometer Luftlinie eine Fließdauer von 36 Stunden ermittelt. Diese recht kurze Zeit entspricht einer hohen Fließgeschwindigkeit, was auf eine Verbindung durch ein tieferliegendes Höhlenstockwerk schließen lässt. Das Wasser fließt etwa 180 Meter unter der Erdoberfläche auf dem Karstwasserspiegel. Das andere Ende dieses Höhlensystems ist die Blautopfhöhle, bei der insbesondere im Jahr 2007 große Forschungserfolge gemacht werden konnten. Der Hauptgang weist grob in Richtung Laichingen. Sollte tatsächlich eine Höhle bis Laichingen reichen, wäre die Blautopfhöhle mit mehr als 15 Kilometern Ganglänge eines der längsten Höhlensysteme Deutschlands. Aus diesem Anreiz ergibt sich auch eine systematische Suche nach alternativen Zugängen zum tieferen Stockwerk in verschiedenen Höhlen der Blaubeurer Alb: Tiefenhöhle, Fabrikschacht und RÜB-Schacht, bisher ohne Erfolg.
Das Begehen der Tiefenhöhle verlangt zweckmäßige Kleidung, insbesondere gute Schuhe, da der Führungsweg mehrere steile Eisentreppen aufweist. Auch eine warme Jacke wird dringend angeraten, die Höhle hat ganzjährig eine Temperatur von 8 °C. In sommerlicher Kleidung wird es schnell unangenehm kühl. Die Besucher erhalten am Eingang Gamaschen zum Schutz der Hosenbeine vor Verschmutzung mit Höhlenlehm.

## Höhlenkundliches Museum

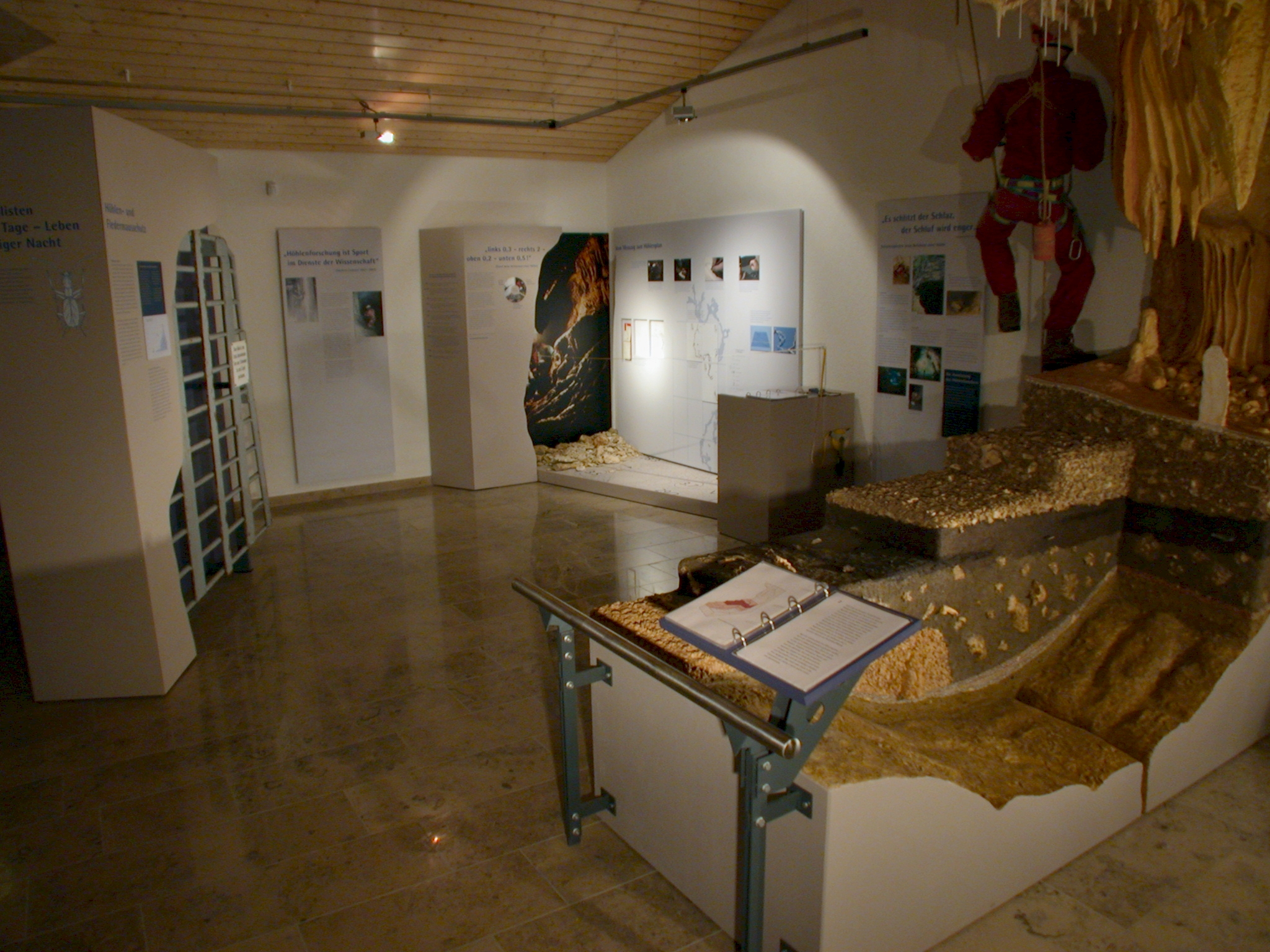
Höhlenkundliches Museum

Seit 2002 gibt es im Eingangsgebäude ein Speläologisches Museum. Dort werden verschiedene Aspekte der Höhlenforschung vorgestellt, von der Höhlenentstehung über Höhleninhalte wie Tropfsteine, Tierknochen und archäologische Artefakte bis hin zur Befahrungstechnik und Höhlenvermessung. Große Modelle veranschaulichen die auf der Schwäbischen Alb typischen Höhlentypen, die Sedimentation und das Skelett eines Höhlenbären (Ursus spelaeus) in aufgerichteter Körperhaltung.
Seit Juni 2006 ist das Höhlenmuseum eine von 26 Infostellen des UNESCO Geoparks Schwäbische Alb.

## Infrastruktur
Die Tiefenhöhle befindet sich etwa 1,5 Kilometer südlich von Laichingen und hat einen eigenen Parkplatz. Beim Höhleneingang befindet sich ein teilweise überdachter Biergarten. Getränke, Eis und kleine Speisen gibt es im Höhlenrasthaus. Im Rasthaus und im Biergarten darf der Gast sein eigenes Vesper mitbringen und verzehren, solange die Getränke vom Rasthaus gekauft werden. Diese Regelung ist vielfach von bayerischen Biergärten bekannt. Für Kinder ist der Wald und der von der Gemeinde eingerichtete Spielplatz das Highlight, es gibt mehrere Feuerstellen und eine Grillhütte.

## Weitere Karsterscheinungen
Um Laichingen gibt es verschiedene Karsterscheinungen, die zu einem etwa zwölf Kilometer langen Karstwanderweg zusammengefasst sind. Wichtige Stationen sind eine Höhlenruine – der Hohle Stein – und mehrere künstliche und natürliche Hülen, das sind wassergefüllte Hohlformen, die entweder mit Lehm gefüllte Dolinen oder Vulkankrater sind. Ausgangspunkt ist der Parkplatz der Tiefenhöhle. Informationen gibt es auf der Website und in einem Faltblatt, das an der Kasse erhältlich ist.
Etwa einen Kilometer von der Tiefenhöhle befindet sich die Vogts Grub, eine der größten Dolinen auf der mittleren Alb. Sie ist von der Höhle über Feldwege zu erreichen.